# Buck Ruxton
Buck Ruxton (* 21. März 1899 in Bombay; † 12. Mai 1936 in Manchester) war ein Arzt und Doppelmörder. Der von ihm begangene Doppelmord wurde durch den Einsatz damals neuer forensischer Techniken, die heute zum Standardrepertoire gehören, aufgeklärt.

## Leben
Buck Ruxton war als Bukhtyar Chompa Rustomji Ratanji Hakim in Bombay geboren worden. Als Sohn einer wohlhabenden parsischen Familie studierte er in seiner Heimatstadt Medizin. 1922 schloss er dieses Studium ab und spezialisierte sich auf Chirurgie. 1925 heiratete er eine Parsin. Die Ehe zerbrach nach etwa einem Jahr, ohne dass es formell zur Scheidung kam. Er begab sich ein Jahr später nach Edinburgh. Hier lernte er Isabella Kerr kennen, die ihrerseits offiziell noch verheiratet war. Gleichwohl wurden die beiden ein Paar. Als er seinen Namen zu Buck Ruxton anglisierte, nahm auch sie den Namen Ruxton an. 1928 zog das Paar nach London, wo die erste gemeinsame Tochter geboren wurde. 1930 verließ die kleine Familie London.
Ruxton ließ sich dann in Lancaster als Arzt nieder. Weil er ein charmantes Auftreten hatte und zuweilen auf Bezahlungen verzichtete, war er bald ein beliebter Arzt. Die Beziehung zwischen Isabella und Buck Ruxton war allerdings von Eifersucht, häuslicher Gewalt und Missbrauch geprägt. 1935 tötete er in einem Eifersuchtsanfall Isabella Ruxton, mit der er mittlerweile drei Kinder hatte, und Mary Rogerson, die als Kindermädchen im Haushalt der Ruxtons arbeitete und Zeugin des Mordes geworden war. Beide Opfer wurden zuletzt am 14. September 1935 lebend gesehen.
Nach der Tat zerteilte Ruxton die Körper seiner Opfer und bemühte sich, potentiell zur Identifizierung nutzbare Merkmale zu entfernen. Er fuhr dann die eingewickelten Leichenteile über die Grenze zu Schottland und deponierte sie an der späteren Fundstelle.

## Ermittlungen
Am 29. September 1935 wurden die zerstückelten Leichen der beiden Opfer an einem Abhang nahe Moffat in Südschottland gefunden. Teile der Leichen waren in Zeitungspapier der im Umkreis von Lancaster ausgeteilten Zeitung The Sunday Graphic eingeschlagen. Die örtliche Polizei wandte sich an Experten der Universitäten Edinburgh und Glasgow, um die etwa siebzig gefundenen Leichenteile zusammenzuführen und zu identifizieren. Die Professoren John Gleister und James Couper Brash führten diese Arbeit durch. Ihre Arbeit führte auch zur englischen Bezeichnung des Falls Jigsaw Murders (deutsch etwa: Puzzle-Morde).
Nachdem festgestellt worden war, dass die Leichenteile zu zwei Frauen gehörten, konnte die Polizei anhand der Zeitungen Ruxton als Verdächtigen ermitteln, da es sich um den einzigen Fall von zwei vermissten Frauen im Raum Lancaster handelte. Auch wurden in seinem Haus Blutspuren gefunden. Ruxton behauptete, dass die beiden Frauen lediglich zusammen verreist seien. Die Leichen mussten daher als die vermissten Frauen identifiziert werden. Dies wurde dadurch erschwert, dass zahlreiche zur Identifizierung heranzuziehende Merkmale entfernt worden waren.
Die Liegezeit der Leichen konnte durch den erstmaligen Einsatz von forensischer Entomologie auf zwölf bis vierzehn Tage eingegrenzt werden. Hierbei wurde das Alter von Maden von Schmeißfliegen an den Leichenteilen durch den Entomologen Alexander Mearns ermittelt. Isabella Ruxtons Leiche wurde durch das Übereinanderlegen von Fotos des Schädels mit Fotos zu Lebzeiten identifiziert. Auch diese Technik war neu. Bei der Leiche des Kindermädchens waren Fingerspitzen noch intakt, bei der anderen Leiche waren die Finger entfernt worden. In Ruxtons Haus wurden daraufhin  Fingerabdrücke gesucht und hunderte genommen. Anhand eines Handabdrucks an einer Tür konnte Mary Rogerson identifiziert werden. Die Nutzung von Fingerabdrücken am Tatort zur Identifikation eines Opfers war zu dieser Zeit ebenfalls noch ungewöhnlich. Üblich war es, Fingerabdrücke aus Verbrecherkarteien mit denen von Straftätern zu vergleichen.

## Prozess
Am 12. Oktober 1935 wurde Ruxton wegen der Tötung von Isabella Ruxton angeklagt. Am 2. März 1936 begann der Strafprozess.
Der Prozess dauerte elf Tage und zog zahlreiche Zuschauer an. Ruxton wurde durch Norman Birkett verteidigt, der noch zwei Jahre zuvor eine forensische Beweisführung von Bernard Spilsbury hatte überwinden können. Birkett konnte in diesem Fall die Beweisketten nicht widerlegen und Ruxton wurde zum Tode verurteilt. Am 12. Mai 1936 wurde Buck Ruxton durch Erhängen im Strangeways Prison in Manchester hingerichtet. Auch die Hinrichtung fand vor zahlreichen Zuschauern statt.

## Kulturelle Nachwirkungen
Agatha Christie wurde durch den Fall zu dem Hercule-Poirot-Kriminalroman Das Geheimnis der Schnallenschuhe inspiriert.